# خال‌اهلی
خال‌اهلی (به لاتین: Khalahali) یک منطقهٔ مسکونی در لسوتو در جنوب آفریقا است که در منطقه موخوتلانگ واقع شده‌است. خال‌اهلی دارای جمعیتی بالغ بر ۸٬۲۲۰ نفر است. همچنین ارتفاع آن نسبت به سطح دریا حدود ۳٬۱۵۸ متر می‌باشد. 